# Indische Faustballnationalmannschaft der Männer
Die indische Faustballnationalmannschaft der Männer ist die von den indischen Nationaltrainern getroffene Auswahl indischer Faustballspieler. Sie repräsentieren ihr Land auf internationaler Ebene bei Veranstaltungen der Asia-Pacific Fistball Association und International Fistball Association.

## Internationale Erfolge
2014 nahm Indien an den in Pakistan erstmals ausgetragenen Asienmeisterschaften teil und belegte Platz zwei. Auch bei der zweiten Austragung, den Faustball-Asien-Pazifikmeisterschaften 2018, war das indische Nationalteam vertreten und reiste ins australische Melbourne. Mehrfach wurde auch eine Teilnahme bei Weltmeisterschaften ins Auge gefasst. Hier musste die Nationalmannschaft aber immer kurzfristig, aufgrund von Visa-Problemen absagen, zuletzt 2023 in Deutschland.

### Asien-Pazifikmeisterschaften
| - 2014 in Pakistan: 2. Platz (von 4) - 2018 in Australien: 3. Platz (von 4) |

## Aktueller Kader
Kader für die Faustball-Asien-Pazifikmeisterschaften 2018 in Australien:
| Nr.            | Name                  | Verein                         |         |         |         |         |         |
| Angriff        | Angriff               | Angriff                        | Angriff | Angriff | Angriff | Angriff | Angriff |
| -------------- | --------------------- | ------------------------------ | ------- | ------- | ------- | ------- | ------- |
| 2              | Gautham Kumar         | Tamilnadu Fistball Association |         |         |         |         |         |
| 4              | Kevin Kennedy         | Tamilnadu Fistball Association |         |         |         |         |         |
| 7              | Sanjay Jagadeesh      | Tamilnadu Fistball Association |         |         |         |         |         |
| Abwehr/Zuspiel |                       |                                |         |         |         |         |         |
| 1              | Praveen Sivaraman     | Tamilnadu Fistball Association |         |         |         |         |         |
| 3              | Magesh Moorthy        | Tamilnadu Fistball Association |         |         |         |         |         |
| 5              | Ranjith Elumalai      | Tamilnadu Fistball Association |         |         |         |         |         |
| 6              | Jim Singh             | Tamilnadu Fistball Association |         |         |         |         |         |
| 10             | Bhuvanash Vijayakumar | Tamilnadu Fistball Association |         |         |         |         |         |

## Trainer
| Name      | Funktion        |
| Kevin Raj | Nationaltrainer |